# Chauffour-sur-Vell
Chauffour-sur-Vell – miejscowość i gmina we Francji, w regionie Nowa Akwitania, w departamencie Corrèze.
Według danych na rok 1990 gminę zamieszkiwało 325 osób, a gęstość zaludnienia wynosiła 45 osób/km² (wśród 747 gmin Limousin Chauffour-sur-Vell plasuje się na 341. miejscu pod względem liczby ludności, natomiast pod względem powierzchni na miejscu 614.).

## Populacja

Populacja Chauffour-sur-Vell w latach 1962–2008